# 神戸港
神戸港（こうべこう）は、兵庫県神戸市にある港湾。港湾法上の国際戦略港湾に指定されている。 日本の主要な国際貿易港（五大港）の一つで、スーパー中枢港湾の指定を大阪港と共に受けている。1868年1月1日（慶応3年12月7日）に開港。港湾管理者は神戸市。
港則法・関税法上は、神戸港・尼崎西宮芦屋港・大阪港（港湾法上の大阪港・堺泉北港）の港域を統合した阪神港の一部とみなされ、阪神港神戸区となる（港則法上は特定港に指定されている）。

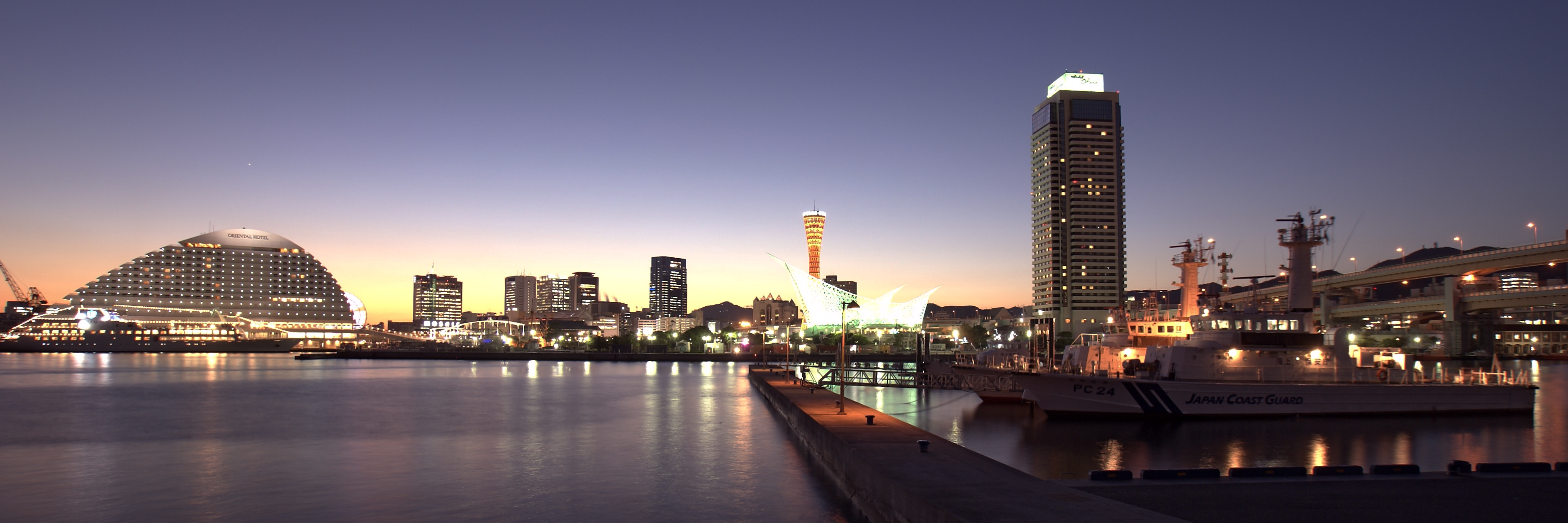
神戸港夕景（新港第一突堤から西を望む）

## 概要
六甲連山がそのまま大阪湾へ落ち込む急峻な地形によって、水深が急激に深くなる特徴から「天然の良港」として知られる日本を代表する国際貿易港である。神戸市の海に面する行政区は7区あるが、神戸港は港湾区域・臨港地区とも摂津国側の6区に展開しており、六甲連山から外れる播磨国側の垂水区は含まれない（須磨区は播磨国の一部を区域に含むが、海に面する臨港地区は摂津国である）。東は尼崎西宮芦屋港に隣接する。
その歴史は、かつての都であった奈良や京都に近接し、日本国内の東西航路や大陸との交易の拠点である「大輪田泊（おおわだのとまり）」や「兵庫津（ひょうごのつ）」と呼ばれた兵庫港（現在の神戸市兵庫区付近）に始まる。兵庫港は古くから京や大坂の外港として栄え、当時の日本の最重要地域であった畿内における海の玄関口としての役割を担っていた。江戸幕府が締結した日米修好通商条約を初めとする欧米との通商条約では兵庫港を外国船に開港することが規定されていたが、実際には宇治川を挟んで3km東に位置する神戸村（後の神戸区、現在の神戸市中央区）が開港場となり、幕末の1868年1月1日（慶応3年12月7日）に「神戸港」として開港した。兵庫港が神戸港の港域に含まれるようになったのは、1892年（明治25年）10月1日である。最期まで神戸を兵庫だと欧米諸国に言い張った江戸幕府の最末期に神戸港が兵庫の名のもとに開港したため混同されがちであるが、神戸港開港後の24年9ヶ月間も兵庫港は依然として海外に対して不開港であり、兵庫港は神戸港に飲み込まれる形で一体化された。神戸市には外国人居留地が整備され、同じく国際貿易港である横浜港を擁する横浜市とともに西洋文化の発信基地となった（「文明開花」も参照）。
横浜港の猛烈な反対によって東京港の開港が1941年まで実現しなかった東日本と異なり、西日本では神戸港開港の8ヶ月後に大阪港が開港した。商業や工業の集積で神戸を圧倒する大阪だったが、当時の大阪港は河港だったため外国船の入港が1871年を最後に途絶えてしまい、神戸港は西日本最大の国際貿易港の地位を確立した。神戸港は大正期に貿易額で横浜港を上回ったが、昭和初期には海港に生まれ変わった大阪港に追い上げられ、神戸・大阪・横浜の3港が三つ巴の状態となった。
戦後は「山、海へ行く」で知られるベルトコンベアによる土砂運搬により、大規模な埋立地を造成。鶴甲ベルトコンベヤによる土砂運搬で埋立造成された摩耶埠頭は1967年に東京港品川埠頭と並んでいち早くコンテナリゼーションに対応し、1970年代には海上コンテナの取扱個数が世界一になった。須磨ベルトコンベヤによる土砂運搬ではポートアイランド（当時、世界最大の人工島）、六甲アイランド、神戸空港島が埋立造成された。時期を同じくして老朽化した歴史的な地区ではメリケンパーク、神戸ハーバーランド、かもめりあといった再開発が行われ、日本のウォーターフロント開発の先駆けとなった。一方で1995年に発生した阪神・淡路大震災の被害は甚大であり、震災を契機に神戸港のシェアは大きく低下した。現在はメリケンパークの東、旧居留地の南に隣接する新港第1 - 第2突堤およびその基部で再開発が行われている。

## 施設状況

### 面積
- 港湾区域 9,171 ha
  - 西端 - 堺川河口
  - 東端 - 傍示川河口
- 臨港地区 2,109 ha
  - 須磨区・長田区・兵庫区・中央区・灘区・東灘区に展開する。

### 埠頭・岸壁

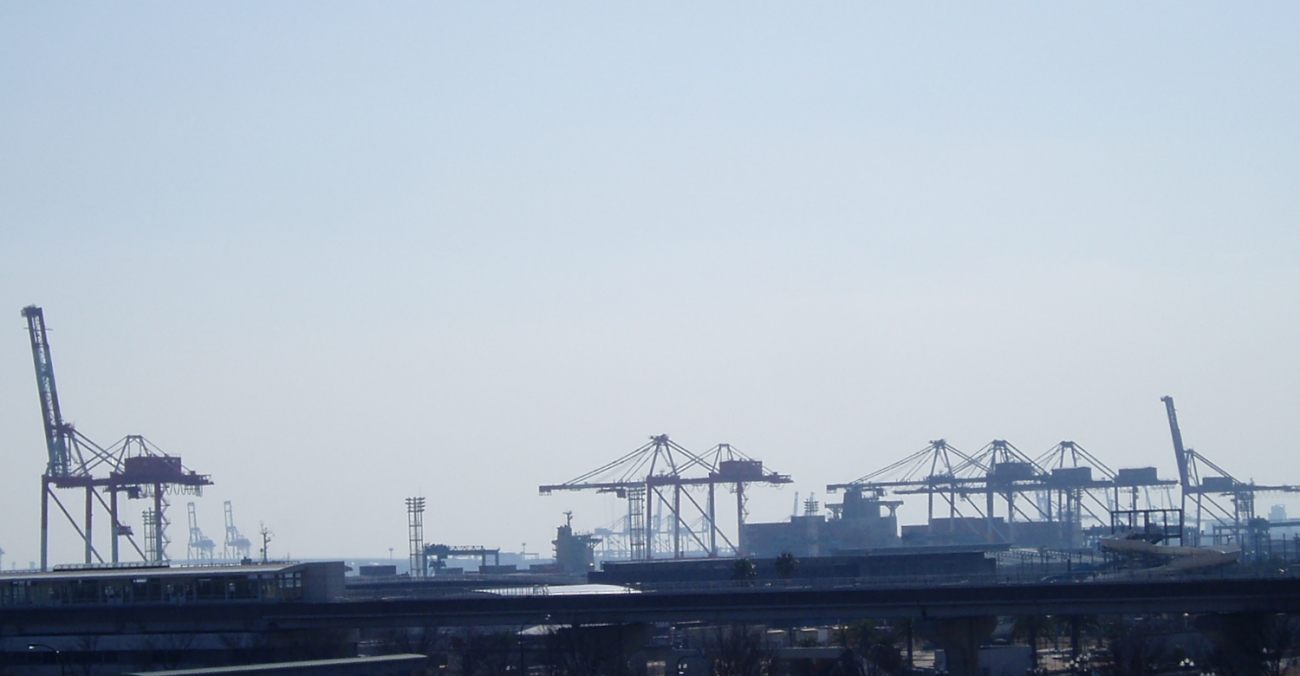
六甲アイランドコンテナバース

- 兵庫埠頭（兵庫第1～第3突堤間埋立。1997年兵庫埠頭と改称）
- 高浜岸壁
- 中突堤
- 新港
  - 新港第1～第4突堤
  - 新港東埠頭（新港第5～第8突堤間埋立。1997年新港東埠頭と改称）
- 摩耶埠頭（当初摩耶埠頭第1～第4突堤も備えていたが、のち突堤間埋立）
- ポートアイランド
  - ポートアイランド西岸壁 (PI-U・PI-V)
  - ポートアイランド北埠頭 (PL1〜PL3)
  - ポートアイランド中埠頭 (PL4〜PL15)
  - ポートアイランド南埠頭
  - 特定国際コンテナ埠頭 (PC1〜PC18)
- 六甲アイランド (RF1〜RF3, RC1〜RC7)
- 神戸空港島
  - 神戸空港海上アクセスターミナル

## 港勢
2017年現在の神戸港における港勢は次の通りである。

### 入港隻数
- 総入港隻数 34,934（総トン数185,771）
  - 外航船入港隻数 6,733（総トン数139,398）
    - フルコンテナ船 3,899隻、貨物船 1,099隻、液体タンカー 563隻、自動車専用船 400隻、客船 53隻ほか

  - 内航船入港隻数 28,201（総トン数46,373）
    - 貨物船 10,746隻、客船 8,155隻、フェリー 2,669隻ほか

### 取扱貨物量
取扱貨物量は国内第６位
外貨
輸出 2,407万トン（うちコンテナ個数 1,185,071 TEU）
- 主要輸出品：産業機械16%、染料・塗料・合成樹脂・その他化学工業品13%、完成自動車12%
- 主要輸出相手国：中国28%、アメリカ11%、シンガポール10%、台湾9%

輸入 2,865万トン（うちコンテナ個数 1,033,790 TEU）
- 主要輸入品：石炭12%、衣服・身廻品・履物6%、化学薬品6%
- 主要輸入相手国：中国30%、アメリカ19%、オーストラリア8%、インドネシア7%

内貨
移出：1,962万トン（うちコンテナ個数 309,497 TEU）
移入：2,752万トン（うちコンテナ個数 395,821 TEU）
コンテナ取扱量は国の国際コンテナ戦略港湾政策などの後押しもあり、拡大を続けて2018年は過去最多となった。しかしアジア勢、特に中国各港の急拡大で、1980年に世界4位であったコンテナ取扱量は2022年に72位と大きく順位を落としている。
利用客数（乗降人員）
外航船：客船およびフェリー 10万8千人
内航船：客船 95万3千人、フェリー 86万8千人

## 歴史

### 古代
奈良時代に五泊の一つとして大輪田泊が整備される。これが記録に残っている上での神戸港の始まりである。

### 中世
遣隋使・遣唐使の時代を経て平安時代末（12世紀）、平清盛によって「大輪田泊（おおわだのとまり）」（神戸市兵庫区）の修築が行われて人工島「経が島」が建設されて日宋貿易の拠点となる。その後、僧・重源による改修を経て鎌倉時代に国内で第一の港として「兵庫津（ひょうごのつ）」と呼ばれた。室町時代に、兵庫津は日明貿易の拠点として再び国際貿易港としての地位を得る。

### 近世
江戸時代には、鎖国政策の下で兵庫津は西廻り航路の北前船や内海船の要港、朝鮮通信使の寄港地として栄えて1万人前後の人口を誇る。また、灘五郷として酒造りが活発になった所でもある。
1863年（文久3年）、江戸幕府の軍艦奉行であった勝海舟は海防のための幕臣の教育施設として「海軍操練所」の設立を、呉服商網屋吉兵衛が私財を投じて竣工させた「船たで場（ふなたでば）」を利用することを考え当時の将軍であった徳川家茂に建白した。翌1864年（元治元年）、明治維新に多大な功績を残した坂本龍馬が塾長を勤めた諸藩の志士のための「海軍塾」と共に開設されたが勝の更迭と同時に「神戸海軍操練所」と「神戸海軍塾」は閉鎖になった。同じ年に建てられた海防の要・和田岬砲台が、今も神戸市兵庫区に現存している。開港100周年の1968年（昭和43年）には「海軍操練所」があった場所に「史蹟 旧海軍操練所跡」碑が建立された。
1858年（安政5年）、日米修好通商条約（および日米修好通商条約を含む安政五カ国条約）により1863年1月1日（文久2年12月7日）に開港が定められたが朝廷の反対によりロンドン覚書によって5年後の1868年1月1日（慶応3年12月7日）、「兵庫津」より東にある「海軍操練所」があった辺りを事実上の「兵庫港」として開港が実現した。兵庫（神戸）開港にいたる経緯については、両都両港開市開港延期問題、文久遣欧使節、兵庫開港要求事件、神戸外国人居留地#兵庫開港、柴田剛中も参照。

### 近代

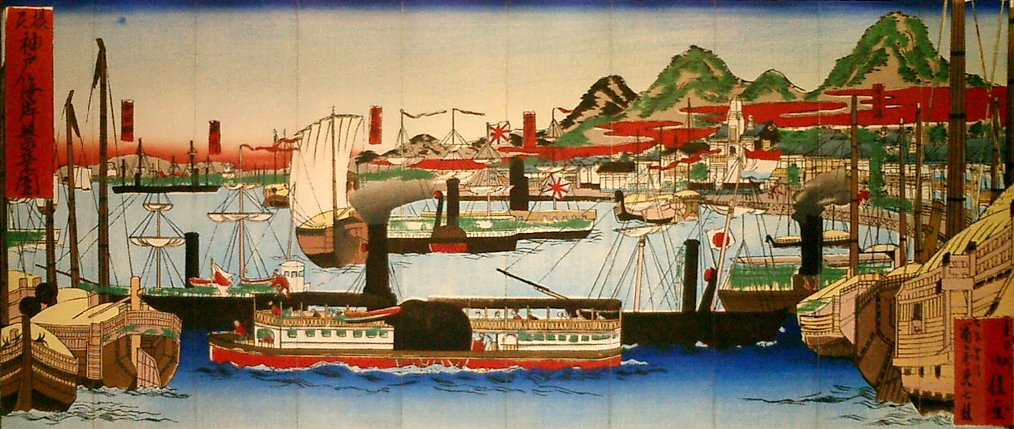
摂州神戸海岸繁栄図

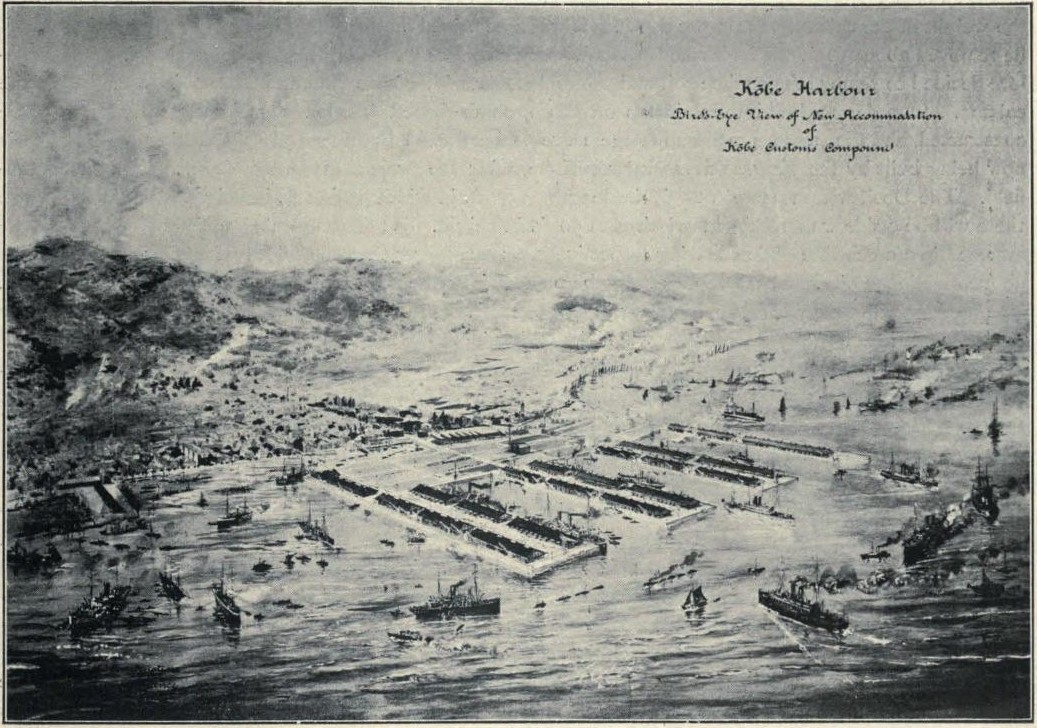
明治時代の神戸港

開港から2日後の1868年1月3日（慶応3年12月9日）に王政復古の大号令が発せられ、鳥羽・伏見の戦い後の1868年2月2日（慶応4年1月9日）には兵庫奉行の柴田剛中ら一行が海路江戸へ逃れた。神戸を兵庫だと言い張って来た江戸幕府が立ち去り、兵庫運上所は事実上閉鎖状態となったが、1868年2月12日（慶応4年1月19日）に新政府によって仮再開され、1868年2月27日（慶応4年2月5日）に神戸運上所と改称された。
兵庫奉行の遁走から2日後、1868年2月4日（慶応4年1月11日）に神戸事件が発生。神戸港は一時的に占領状態となり、新政府が対応に当たったが、新政府は神戸と兵庫を明確に区分しており、対応に当たる役所を兵庫津の島上町や切戸町に設置したことが、のち兵庫鎮台→兵庫裁判所→兵庫県の県名につながる。神戸事件の対応に当たった新政府は、神戸村南東部における外国人居留地造成工事がまだ相当の工期を要する問題への対処として、1868年3月30日（慶応4年3月7日）、神戸・二ツ茶屋・走水・花隈・宇治野・中宮・北野・生田宮の8村におよぶ宇治川–生田川（旧河道。付け替えは3年後）間の山麓から海岸まで（造成中の居留地を除く）という広範囲を外国人雑居地に指定した。遅れに遅れた居留地造成工事は1868年8月14日（慶応4年6月26日）にようやく完工し、1868年9月10日（慶応4年7月24日）に永代借地権の第1回競売が行われた。
神戸港に8ヶ月遅れて開港した大阪港は、当時河港だったため使い勝手が悪く、大阪港は明治4年（1871年）を最後に外国船の入港がなくなった。大阪に拠点を置いていた外国人貿易商らの多くは、天然の良港であることに加えて、居留地外においても外国人の居住が可能な（実際には山麓部に集中した）神戸へ移転した。同年からの仲町部、1874年（明治7年）からの兵庫新市街の整備によって神戸–兵庫間が市街化され、兵庫港でも1872年（明治5年）に和田岬に和田岬灯台が設置され、1875年（明治8年）に新川運河が開削されたが、兵庫港は不開港のままであった。1892年（明治25年）の勅令（神戸港の港域拡張）により、同年10月1日から神戸港の一部となった兵庫港にも外国船が入港できるようになった。
一方、国際港都となり人口が急増した神戸では、1890年（明治23年）にコレラが大流行して1,000人余りの死者を出した。これを踏まえて、議会の紛糾や日清戦争による中断を経ながらも、1900年（明治33年）には国内で７番目となる近代水道が整備された。布引五本松堰堤からもたらされる清澄で硬度が低い水は、「赤道を越えても腐らない水」と世界中の船乗りから好評であった。
明治政府の富国強兵政策による近代化で貿易と共に工業が勃興、しだいに大阪と共に阪神工業地帯を形成していく。日清戦争（明治27–28年）後には香港・上海を凌ぐ東洋最大の港となり、鈴木商店などの商社に代表される海運業が隆盛、ロンドン・ニューヨーク・ハンブルクと並ぶ世界四大海運市場として世界に名を知られるようになっていった。
1933年（昭和8年）、第1回みなと祭りが開催。中突堤付近を打ち上げ場所として花火大会が行われた。戦前の花火大会は、第3回（1935年）の祭りで幕を閉じるが、1948年（昭和23年）の第16回みなと祭りで再開され、入港数の増加を理由に中断する1960年まで続いた。1971年には、第1回みなとこうべ海上花火大会が開催されている。
第二次世界大戦時は、イタリア極東艦隊やドイツ海軍などの、枢軸国の仮装巡洋艦やUボートなどの活動拠点として横浜港とともに機能した。

### 戦後
第二次世界大戦での敗戦により、神戸港は連合国軍最高司令官総司令部（GHQ）に接収された。
港内では、戦時中にアメリカ軍により投下された機雷の除去作業が行われ、1947年（昭和22年）6月11日に昭和天皇が神戸港に行幸（昭和天皇の戦後巡幸）した際には、掃海後の海運状況の説明を行える程度に回復している。朝鮮戦争では、アメリカ第1海兵師団の主力が1950年（昭和25年）9月11日に神戸港で乗船し、4日後の仁川上陸作戦に加わった。
1951年（昭和26年）、占領は解除となるが朝鮮戦争やベトナム戦争の影響から撤収は段階的なものとなり、最後までGHQに接収されていた新港第6突堤が返還されたのは1974年（昭和49年）のことである。返還の翌年、神戸市議会の全会一致により「核兵器積載艦艇の神戸港入港拒否に関する決議」を採択、寄港する外国軍の艦船に非核神戸方式に基づく「非核証明書」の提出を義務づけた。
アジア最大のマザーポート（ハブ港）としての地位は戦後も揺るがず、日本の高度成長期の発展を支えた。1967年（昭和42年）に日本初のコンテナターミナルを備えた摩耶埠頭が竣工、9月にコンテナ専用船が日本で初めて着岸した。外債の発行など財源を工夫しながら時代の先を読んで実施した港湾整備が奏功し、同年には全国の輸出額の27%を占めるトップ級の地位を確立した。アメリカのニューヨーク港・オランダのロッテルダム港と並ぶ、世界有数の国際貿易港として栄え、1973年から1978年にはコンテナ取扱個数で神戸港が世界一となった。
しかし、1980年代から1990年代にかけて香港・高雄・シンガポール・釜山にコンテナ取扱個数で抜かれ、1976・1977年には48%に達していた神戸のコンテナ貨物に占めるトランシップの率が1982年から20%台にまで低下するなど、徐々に陰りが見え始めた。

### 阪神淡路大震災
1995年（平成7年）1月17日には、阪神・淡路大震災（兵庫県南部地震）によって甚大な被害を受けるが、約2か月後の3月20日には、摩耶埠頭でコンテナの積み下ろしが再開される。2年後の1997年（平成9年）3月31日には全面復旧し、5月19日に神戸港復興宣言が出される。
しかし、東アジア諸港から集荷していたトランシップ貨物はアジア諸港へのシフトが進んでいる最中であり、これが震災によって拍車がかかることとなる。1994年に6位だった国際順位は2000年以降20位以下となり、釜山港にハブ機能を譲り渡した格好となった。大型化する船舶のための十分な水深を実現できなかったことが神戸港衰退の直接的な要因であるが、その背景には、震災後に復旧以上の支援は行わないとの国の方針（後藤田ドクトリン）が出されたこともあって、傷ついた港を国際ハブ港の条件を満たす仕様に改良することを目的に当初計画されたドラスティックな工事が復興予算の都合により実現できなかったことなどがある。
神戸港の全コンテナ取扱個数に占めるトランシップ貨物の比率は、震災直前の1994年（平成6年）で31.6%あったが、2007年（平成19年）の時点では、震災前の4%にまで落ち込んでいる。内航フィーダー貨物およびローカル貨物は震災前の貨物量もしくはそれ以上の貨物量に復活しているが、前述のトランシップ貨物量の減少により、2007年の総貨物量は震災前の1994年（平成6年）実績の75%である。
港湾施設の面では、順調に復興を遂げた神戸港ではあるが、震災の経験を記憶するために、港の一角には震災当時の状態を保存した神戸港震災メモリアルパークが設置されている。
なお、1907年（明治40年） - 2003年（平成15年）には、船舶との貨物提携輸送を行うために、貨物駅の小野浜荷扱所 - 神戸港駅が港に設けられて運行されていた。

### 現在

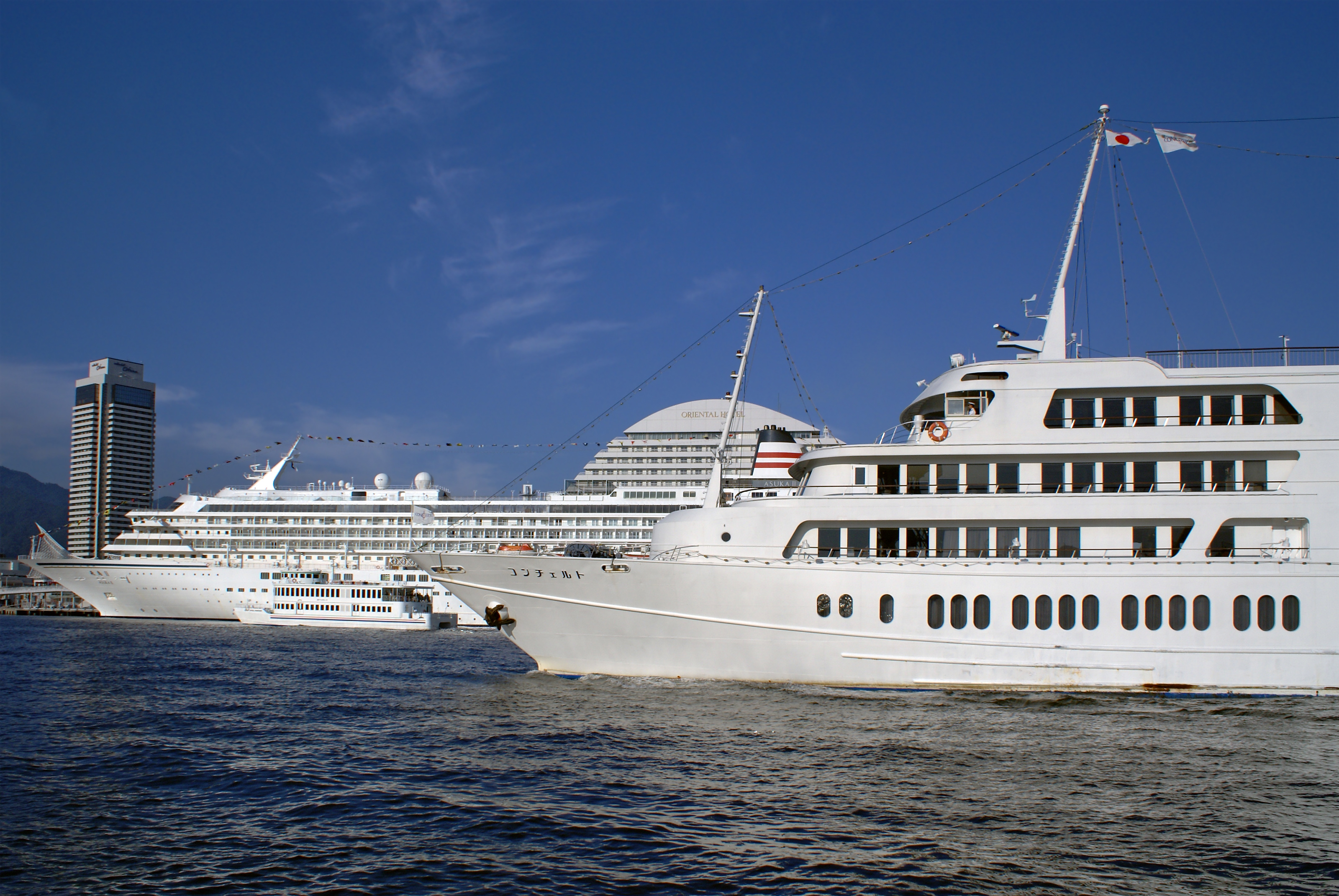
高浜岸壁から中突堤を望む（手前からコンチェルト、ロイヤルプリンセス、飛鳥II）

神戸港は大阪港と連携しながら、コンテナ物流面での国際競争力強化を図るスーパー中枢港湾の指定を受け、ポートアイランド2期コンテナターミナルの一部（PC14-18バース）を対象に、行政支援策が注入されている。
外航客船には、もっぱら神戸ポートターミナルに着岸させていた。2006年（平成18年）1月11日から中突堤旅客ターミナルに税関・入管・検疫の出入国機能を設けて、着岸できるようにしている。
2007年と2009年には、神戸ビエンナーレという現代美術を軸にする芸術文化の国際的な展覧会が、神戸港を含む神戸の中心地などで開催された。震災からおよそ10年を経て、見事に復興を遂げた神戸が、被災地というイメージを取り払い、さらなる飛躍を図るとともに、芸術文化の街として活性化することを目的としている。
2009年より新たな試みとして「神戸スウィング・オブ・ライツ」が8月3日から23日まで神戸市中央区、ハーバーランド・モザイク周辺で開催された。これはジャズのリズムに合わせ、色とりどりのサーチライトやレーザーが神戸港を照らす音と光のイベントで、香港で行われている光と音楽の祭典「シンフォニー・オブ・ライツ」を参考にしたもので、主として新型インフルエンザから立ち直った神戸の姿を全国にアピールし、風評被害により減少した観光客数の回復の実現のためである。
神戸港一帯は2010年にみなとオアシスとして登録され、神戸ポートターミナル、波止場町TEN×TENの2施設を基本施設とするみなとオアシスKOBEとして観光・交流エリアともなっている。
同年、日本国政府が神戸・大阪両港を「阪神港」として国際コンテナ戦略港湾に選定するなど、物流を再び神戸港に取り戻そうとする動きが見られ、地方港の輸出入貨物を神戸・大阪港に集める施策などにより神戸港のコンテナ取扱個数は2016年に阪神大震災前に近い水準まで回復、クルーズ船の誘致も進められている。

### 年表
- 812年（弘仁3年） 大輪田泊修築
- 1174年（承安4年） 平清盛により、大輪田泊に経が島が竣工。日宋貿易の拠点となる
- 1196年（建久7年）重源の奏上による大輪田泊修築
- 1397年（応永4年） 足利義満により兵庫が日明貿易の拠点となる
- 1619年（元和5年） 菱垣廻船の大坂・兵庫・江戸の航路開設
- 1799年（寛政11年） 高田屋嘉兵衛により択捉航路が開設され北海道物産の交易基地となる
- 1864年（元治1年） 勝海舟により、坂本龍馬を塾頭とする神戸海軍操練所開設
- 1868年
  - 1月1日（慶応3年12月7日） 兵庫の名のもとに神戸港開港。英、米、仏、晋、蘭等の公使・領事等出席の下、柴田剛中が開港式典を行う
  - 1月3日（慶応3年12月9日） 王政復古の大号令。
  - 2月2日（慶応4年1月9日） 柴田剛中ら幕府陣営が江戸へ遁走。
  - 2月4日（慶応4年1月11日） 神戸事件発生。
  - 2月27日（慶応4年2月5日） 兵庫運上所を神戸運上所と改称。
- 1871年（明治4年） イギリス人ジョン・マルシャルが初代神戸港長に任命される
- 1873年（明治6年） 神戸運上所を神戸税関と改称。
- 1892年（明治25年） 明治25年勅令第77号神戸港船舶碇繋所区域拡張（10月1日施行）により、兵庫港が神戸港の一部となる
- 1899年（明治32年） 神戸外国人居留地が神戸市に返還（7月17日）。兵庫運河竣工（12月）。
- 1907年（明治40年） 第一期修築工事着工
- 1908年（明治41年） ブラジル移民第一次船「笠戸丸」が出航
- 1917年（大正6年） 川崎商船学校開校（後の神戸商船大学・現在の神戸大学海事科学部）
- 1919年（大正8年） 第二期修築工事着工
- 1920年（大正9年） 神戸海洋気象台（現在の神戸地方気象台）開設
- 1922年（大正11年） 第一期修築工事完了（新港第1〜第4突堤竣工）
- 1923年（大正12年） 重要港湾として認定
- 1930年（昭和5年） 兵庫第2突堤竣工。観艦式記念「海港博覧会」開催
- 1932年（昭和7年） 兵庫第1突堤竣工
- 1933年（昭和8年） 第1回「みなとの祭」開催
- 1938年（昭和13年） 中突堤竣工
- 1939年（昭和14年） 第二期修築工事完了（新港第5〜第6突堤竣工）
- 1945年（昭和20年） 太平洋戦争終戦。神戸港全域がGHQに接収される
- 1948年（昭和23年） 神戸海上保安本部（現在の第五管区海上保安本部）設置
- 1951年（昭和28年） 特定重要港湾に指定されて神戸市が港湾管理者となる
- 1952年（昭和27年） 灘埠頭竣工。第1回国際港湾会議開催
- 1953年（昭和28年） 新港第7突堤（西）竣工
- 1956年（昭和31年） 新港第7突堤（東）竣工
- 1963年（昭和38年） 神戸ポートタワー竣工
- 1965年（昭和40年） 兵庫第3突堤竣工
- 1966年（昭和41年） ポートアイランド1期着工
- 1967年（昭和42年） 神戸開港100年祭記念式典。摩耶埠頭、新港第8突堤（東）竣工。シアトル、ロッテルダムとの姉妹港提携
- 1970年（昭和45年） 神戸ポートターミナル、神戸大橋完成
- 1971年（昭和46年） 第1回みなとこうべ海上花火大会開催。東神戸フェリーセンター全面完成。
- 1972年（昭和47年） 六甲アイランド着工
- 1974年（昭和49年） GHQからの新港第6突堤返還。GHQの完全撤収。
- 1975年（昭和50年） 神戸市議会で非核神戸方式を採択。
- 1977年（昭和52年） 神戸開港110年記念式典
- 1978年（昭和53年） 須磨ヨットハーバー竣工
- 1980年（昭和55年） 天津との友好港提携
- 1981年（昭和56年） ポートアイランド1期竣工。「ポートピア'81」開催。ポートライナー開通
- 1987年（昭和62年） メリケンパーク竣工。神戸海洋博物館完成。神戸開港120年記念式典。ポートアイランド2期着工
- 1989年（平成元年） 兵庫突堤再開発着工
- 1990年（平成2年） 神戸・天津友好港提携10周年記念式典
- 1992年（平成4年） 神戸ハーバーランド竣工。六甲アイランド竣工。六甲ライナー開通
- 1993年（平成5年） 兵庫第2・3突堤間埋立完了。ハーバーハイウェイ全線開通（ポートアイランド〜六甲アイランド）
- 1995年（平成7年） 阪神・淡路大震災発生、港湾に甚大な被害。兵庫第1・2突堤間、新港第5〜第8突堤間、摩耶埠頭第1・2突堤間の埋立着工
- 1996年（平成8年） 大水深高規格コンテナバース（PC-14、15）供用開始
- 1997年（平成9年） 阪神・淡路震災の復旧完了。神戸港震災メモリアルパーク完成。神戸開港130年記念式典
- 1998年（平成10年） 中突堤中央ターミナル（かもめりあ）供用開始。新港東埠頭竣工（新港第5〜第8突堤間埋立）
- 1999年（平成11年） 港島トンネル開通（新港東埠頭〜ポートアイランド）。神戸空港着工
- 2000年（平成12年） 東神戸フェリーセンター跡地に「サンシャインワーフ神戸」開店
- 2002年（平成14年） 総合静脈物流拠点（リサイクルポート）の第一次指定取得。「第1回Kobe Love Port・みなとまつり」開催
- 2003年（平成15年） 神戸港一帯が構造改革特別区域の「国際みなと経済特区」として認定
- 2004年（平成16年） スーパー中枢港湾・「阪神港」として指定
- 2005年（平成17年） ポートアイランド2期竣工。指定特定重要港湾になる
- 2006年（平成18年） 神戸空港開港
- 2007年（平成19年） ポートアイランドコンテナバース西地区跡地に私立大学が開校
- 2009年（平成21年）「神戸スウィング・オブ・ライツ」開催。

## 姉妹港・友好港
姉妹港
 ロッテルダム港（オランダ王国） - 1967年（昭和42年）姉妹港提携
 シアトル港（アメリカ合衆国） - 1967年（昭和42年）姉妹港提携
友好港
 天津港（中華人民共和国） - 1980年（昭和55年）友好港提携

## 外航・内航定期客船航路と施設

### 高浜岸壁
高浜旅客ターミナル
- 神戸クルーザー - コンチェルト（2,138トン、神戸港〜明石海峡周遊）
- 神戸ベイクルーズ - ロイヤルプリンス（170トン、神戸港周遊）

### 中突堤
中突堤旅客ターミナル
- ルミナス観光 - ルミナス神戸2（4,778トン、神戸港〜明石海峡周遊）

中突堤中央ターミナル（かもめりあ）
- 神戸中突堤 - ポートアイランド - 神戸空港
- 神戸ベイクルーズ - ロイヤルプリンセス（414トン、神戸港周遊）、ロイヤルプリンス（170トン、神戸港周遊）
- 早駒運輸 - シーグレース（190トン、神戸港〜明石海峡周遊）、ロマン3（60トン、神戸港周遊）、ファンタジー（神戸空港島周遊・ポートアイランド）

### 新港
神戸三宮フェリーターミナル（新港第三突堤）
- ジャンボフェリー - りつりん2（3,664トン）、あおい(5,200トン)
  - 神戸港 -小豆島坂手港(一部便)- 高松東港
- 宮崎カーフェリー - フェリーたかちほ(14,200トン)、フェリーろっこう(14,200トン)
  - 神戸港 - 宮崎港フェリーターミナル

神戸ポートターミナル（新港第四突堤）
- 日中国際フェリー - 新鑑真（14,543トン）・蘇州號（14,410トン）
  - 神戸港 - 上海港
- パンスターライン - パンスタードリーム
  - 神戸港 - 釜山港

### ポートアイランド
ポートアイランド西岸壁
- セラヴィ観光汽船 - ヴィラジオイタリア
  - 神戸空港 - ポートアイランド - 神戸中突堤

ポートアイランド ライナーバース
- PL2 日本通運、日東物流（川崎汽船系）
- PL3 澁澤倉庫
- PL4 三井倉庫
- PL5 辰巳商會
- PL6 住友倉庫
- PL7 大森廻漕店
- PL8 辰巳商會
- PL9 大洋運輸
- PL10 神和
- PL11 ニッケル・エンド・ライオンス
- PL12 ニッケル・エンド・ライオンス
- PL13 日新
- PL14 山九
- PL15 山九

ポートアイランド コンテナバース
- PC13 アメリカンプレジデントラインズリミテッド、上組、住友倉庫
- PC14 商船三井
- PC15 商船三井、住友倉庫、山九、ニッケル・エンド・ライオンス
- PC16 商船港運、山九
- PC17 商船港運、山九
- PC18 上組（上組神戸コンテナターミナル）
  - 業界初の港運業者単独運営のコンテナターミナルとして2003年に開設。

### 神戸空港
神戸空港海上アクセスターミナル
- 神戸-関空ベイ・シャトル（84トン、高速船）
  - 神戸空港海上アクセスターミナル - 関西空港ポートターミナル（関西国際空港島）
- セラヴィ観光汽船 - ラ・ベルメール（193トン）
  - 神戸中突堤 - 神戸空港海上アクセスターミナル - 小豆島・坂手港
- セラヴィ観光汽船 - ヴィラジオイタリア 
  - 神戸空港海上アクセスターミナル - ポーアイしおさい公園（ポートアイランド） - 神戸中突堤

### 六甲アイランド
六甲アイランドフェリーターミナル（バース）
- RF1 商船三井さんふらわあ - さんふらわあ　ごーるど、さんふらわあ　ぱーる
  - 神戸港 - 大分港
- RF2 阪九フェリー - やまと（13,353トン）、つくし（13,353トン）
  - 神戸港 - 新門司港
- RF3 四国開発フェリー（オレンジフェリー） - おれんじホープ（15,732トン）
  - 神戸港 - 新居浜港

六甲船客ターミナル
- マルエーフェリー（RO-RO船 週1〜2便・寄港地は便により異なる） - 琉球エキスプレス2（10,758トン） 
  - 神戸港 - 大阪港 - 志布志港 - 名瀬港 - 那覇港 - （本部港）

六甲アイランド コンテナバース
- RC3 川崎汽船、マースク・シーランド
- RC4 川崎汽船、マースク・シーランド
- RC5 川崎汽船、マースク・シーランド
- RC6 日本郵船
- RC7 日本郵船

## 関連画像

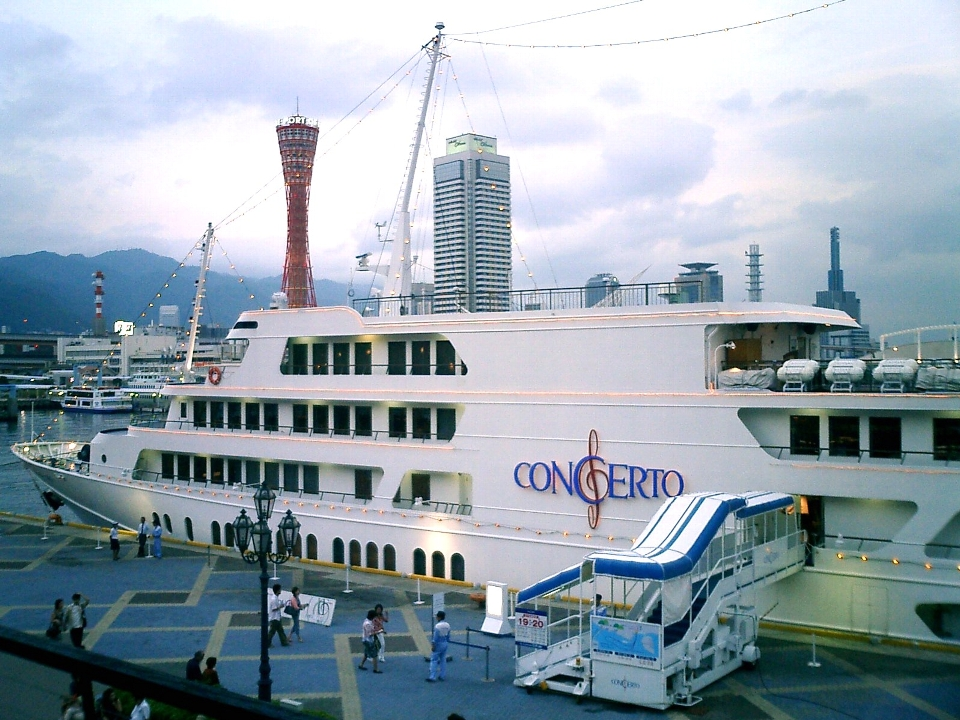
コンチェルト
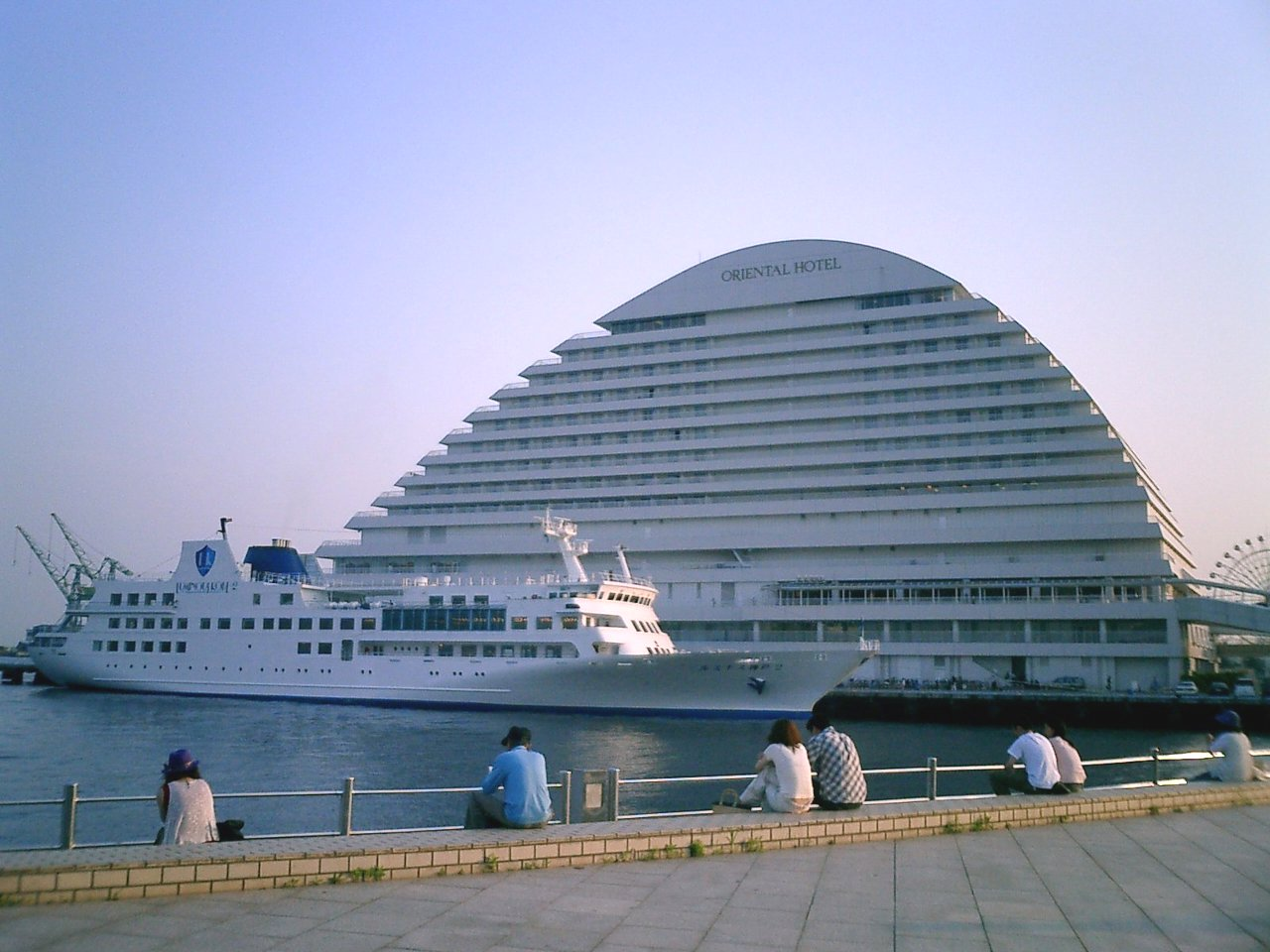
ルミナス神戸2
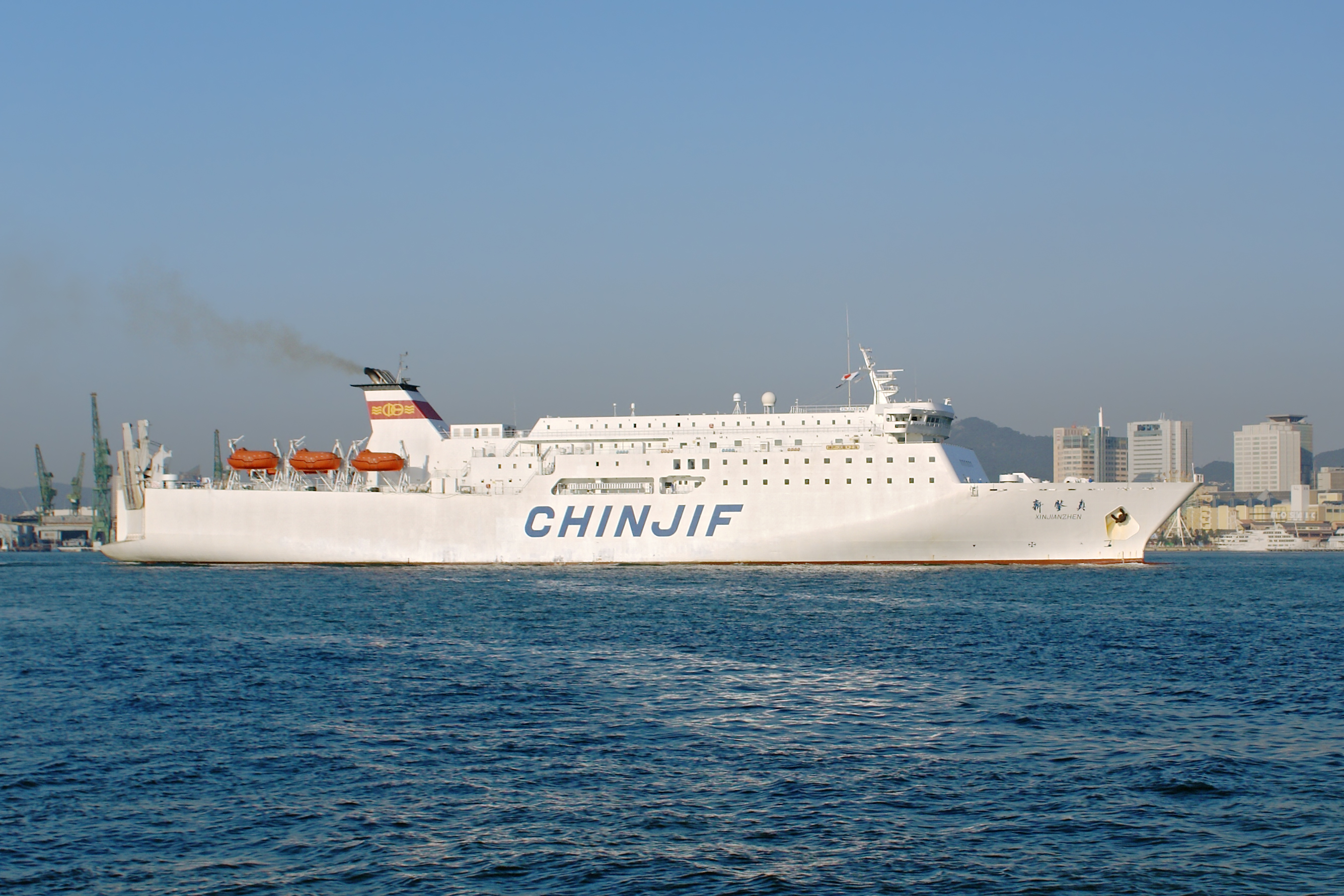
新鑑真
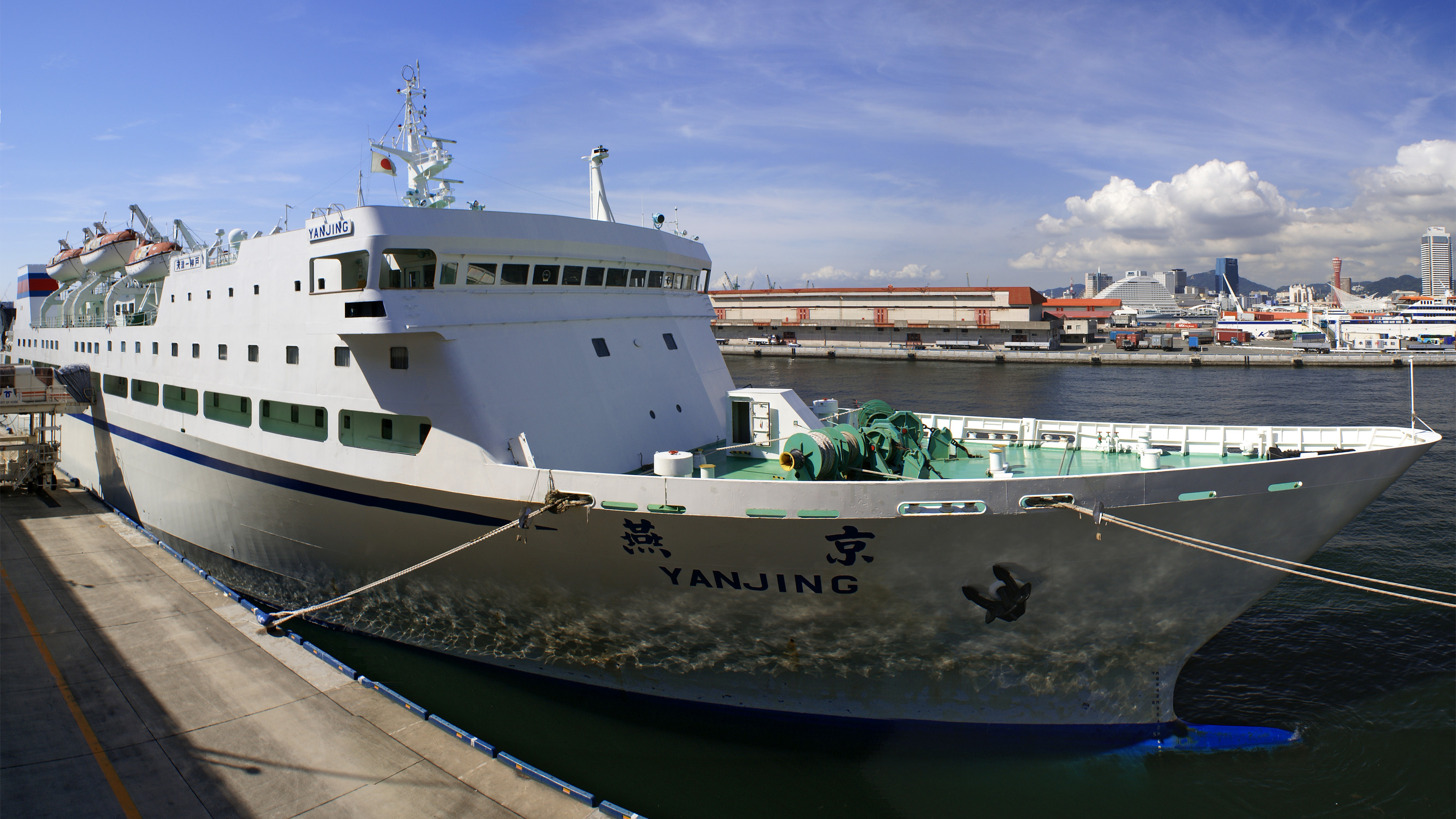
燕京
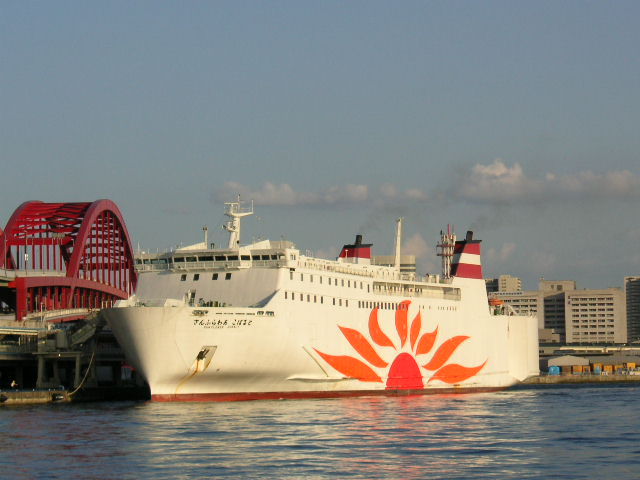
ポートターミナルO1に接岸中のさんふらわあこばると。現在は寄港していない
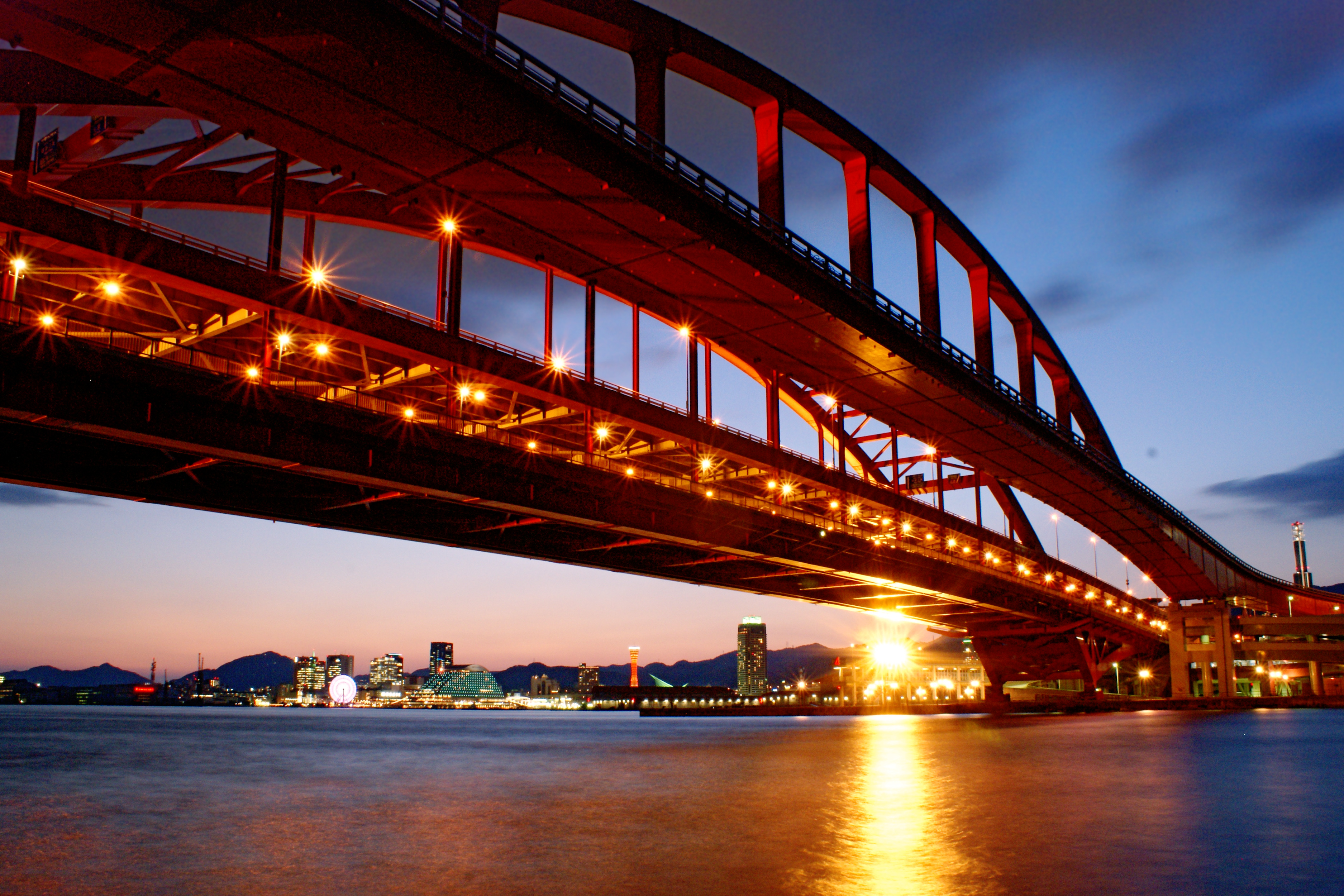
新港第四突堤に架かる神戸大橋
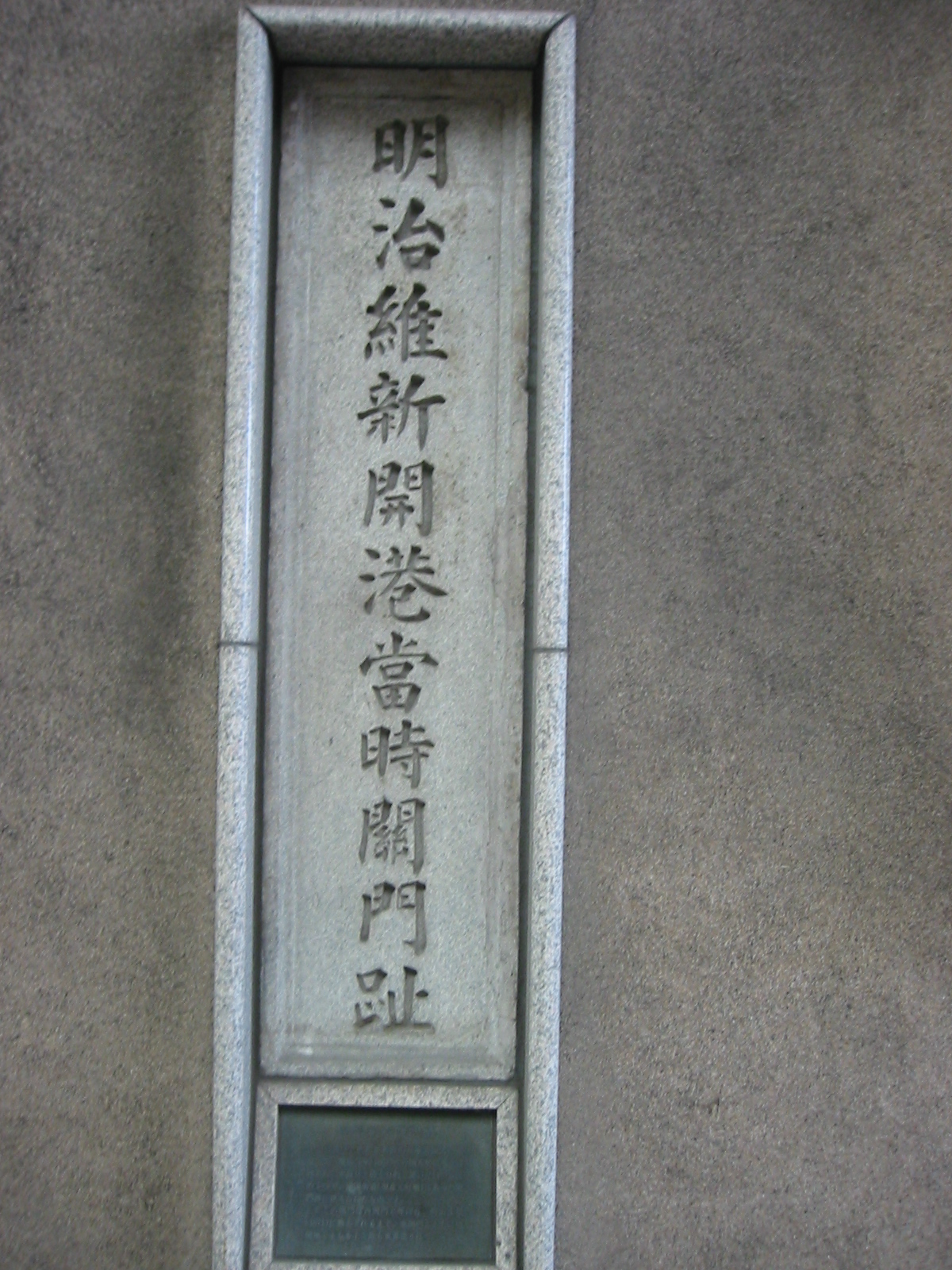
居留地西関門跡